# Ziggy Gordon
Zygmunt Ian Gordon, detto Ziggy (Glasgow, 23 aprile 1993), è un calciatore scozzese, difensore del Sydney Olympic.

## Carriera
Nella partita contro l'Aberdeen, valida per la Premiership 2014-2015, gioca come capitano.